# Ris
 For alternative betydninger, se Ris (flertydig). (Se også artikler, som begynder med Ris)
Ris (Oryza sativa) er en kornsort, der tilhører græs-familien.

## Historie
Ris er verdens ældste afgrøde. Arkæologiske fund viser, at ris har været dyrket og spist gennem næsten 7.000 år. Ris synes at stamme fra regioner i det sydlige Thailand og Kina, men som spise spredte risen sig hurtigt og blev snart en del af kosten i Centralasien, Indonesien, Japan, Indien, Persien, middelhavsområdet og Sydamerika. I dag dyrkes ris på samtlige kontinenter på nær Antarktis.
De første skriftlige optegnelser om ris kan dateres tilbage til et risplantningsdekret udstedt af en kinesisk kejser omkring år 2800 f.Kr.
Risen nåede Amerika ved et uheld. Et skib fra Madagaskar kom ud af kurs og søgte ly i Charleston, en havneby i South Carolina. Kaptajnen forærede en lille portion ris til en lokal planteavler, og det skulle hurtigt vise sig, at South Carolinas flade, rige jord var ideel for risdyrkning. I 1726 udgik 4.500 tons ris fra Charlestons havn til eksport. 50 år senere var det en af det amerikanske landbrugs helt store succeser. Der findes omkring 12.000 forskellige typer ris.

## Økonomisk betydning
For over halvdelen af Jordens befolkning er ris en hovedernæringskilde. I nogle asiatiske lande udgør ris 80 % af den samlede fødeindtagelse. Den dyrkes i stort set alle tropiske og subtropiske egne.
91 % af produktionen går til menneskeføde, 4 % bruges som dyrefoder, 3 % til industrielle formål og 2 % gemmes til udsæd.
Markedsprisen på ris er steget voldsomt siden 2006, alene fra juni 2007 til april 2008 med 75 %. Årsagerne hertil er mangfoldige: Misvækst som følge af tørke eller oversvømmelser, stigende forbrug, toldbeskyttelse og vækst i anvendelsen af landbrugsarealer til afgrøder til bioenergi.

## Risproducerende lande
|    | Land         | Mængde (i 1000 tons) | Rang | Land      | Mængde (i 1000 tons) |
| -- | ------------ | -------------------- | ---- | --------- | -------------------- |
| 1  | Kina         | 181.900              | 11   | USA       | 10.126               |
| 2  | Indien       | 130.513              | 12   | Pakistan  | 7.351                |
| 3  | Indonesien   | 53.985               | 13   | Korea     | 6.435                |
| 4  | Bangladesh   | 40.054               | 14   | Egypten   | 6.200                |
| 5  | Vietnam      | 36.341               | 15   | Cambodia  | 4.200                |
| 6  | Thailand     | 27.000               | 16   | Nepal     | 4.100                |
| 7  | Myanmar      | 24.500               | 17   | Nigeria   | 3.542                |
| 8  | Filippinerne | 14.615               | 18   | Iran      | 3.500                |
| 9  | Brasilien    | 13.141               | 19   | Sri Lanka | 3.126                |
| 10 | Japan        | 11.342               |      | Verden    | 618.440              |

## Varianter
Der findes næsten 80.000 risvarianter på verdensplan.
I Danmark kender vi relativt få varianter, som er kort beskrevet nedenfor:

### Brune kontra hvide ris
Ved afskalning/polering af rårisen, den brune ris, fremkommer den hvide ris. Som det blev konstateret af Casimir Funk, grundlæggeren af begrebet vitaminer, i 1912, reduceres risens tiamin-indhold (B1-vitamin) herved drastisk med beriberi som følgesygdom hos folk, hvor hvide ris udgør en substantiel del af basiskosten. Brune ris er desuden rigere på kostfibre end hvide ris.

### Korte kontra lange
Langkornede ris som basmati og jasmin er mere end tre gange længere end de brede ristyper. Når de koges, forbliver risene lette og luftige. Mediumkornede ris som arborio og javonica er 2-3 gange længere end brede. Når de koges, bliver de mere bløde end langkornede og med en lettere tendens til at klistre. Kortkornede ris (som røde ris) er mindre end 2 gange så lange som brede og bliver bløde og grødede, når de koges.
Langkornede ris anbefales til opskrifter, hvor man ønsker lette og løse ris. Medium og korte anbefales til ris-kroketter, risotto og lignende retter.

### Aromatiske ris
Basmati, thai jasmin (hom mali), texmati, vild pecan med flere er, som navnene antyder, aromatiske rissorter med en fin duft.

### Sorte ris
Ris med et tyndt lag sort klid frem for det mere almindelige lysebrune lag. Under kliddet er en hvid kerne. Varianterne inkluderer balinesiske ris, kinesisk- og thai black rice.

### Minutris
Ris, der er forkogt og dehydreret for at nedsætte den endelige forberedelsestid.

### Italienske ris
Varianter som arborio, carnaroli, vialone og nano. Disse ris er medium- eller kortkornede og bruges til eksempelvis risotto. 

### Parboiled ris
Ris, der er dampbehandlet under tryk, så kliddets næring opløses og optages i kernen. Dermed nedsættes kogetiden, og parboiled ris har et højere indhold af næringsstoffer end hvide ris. Konsistensen er forholdsvis fast, og parboiled ris kan ikke optage sovs lige så godt som fx basmatiris.

### Røde ris
Bhunanesiske, himalaya og thai ris med rødt klidlag frem for det normale lysebrune.

### Råris
Gryn, der endnu er i celluloseskallen. Før risene kan koges, må skallen fjernes, da skallen ikke kan fordøjes af mennesker. Råris er næringsrige og indeholder meget kalium. 

### Spanske ris
Mest kendte spanske ris er valencia-ris, der bruges til paella og andre spanske retter. I mangel på valencia kan man bruge højkornet ris.

### Vilde ris
Selvom det ligner ris, er det kornet fra en slags vandgræs, videnskabeligt navn Zizania aquatica.

### Gyldne ris
En gensplejset variant med forstadiet til vitamin A er blevet udviklet.